# Pentti Eelis Eskola
Pentti Eelis Eskola (8. ledna 1883 Honkilahti – 6. prosince 1964 Helsinky) byl finský geolog a mineralog. Původně studoval chemii a zkoumal chemické změny hornin, prosazoval koncept metamorfních facií.
V roce 1914 obhájil dizertační práci o petrologii regionu Orijärvi. Od roku 1916 byl docentem a od roku 1924 profesorem Helsinské univerzity, v roce 1953 odešel do penze. Působil také v USA na Univerzitě Carnegieho–Mellonových. V roce 1921 se stal členem Finské akademie věd, v roce 1940 Německé akademie věd Leopoldina a v roce 1951 Národní akademie věd Spojených států amerických. Byla mu udělena Penroseova medaile (1951), Wollastonova medaile (1958) a Vetlesenova cena (1964). Byl uznávaným popularizátorem vědy a Finové mu vypravili státní pohřeb.
Je po něm pojmenován eskolait, minerál obsahující oxid chromitý, který byl objeven ve finském Outokumpu.